# Impuesto de sal

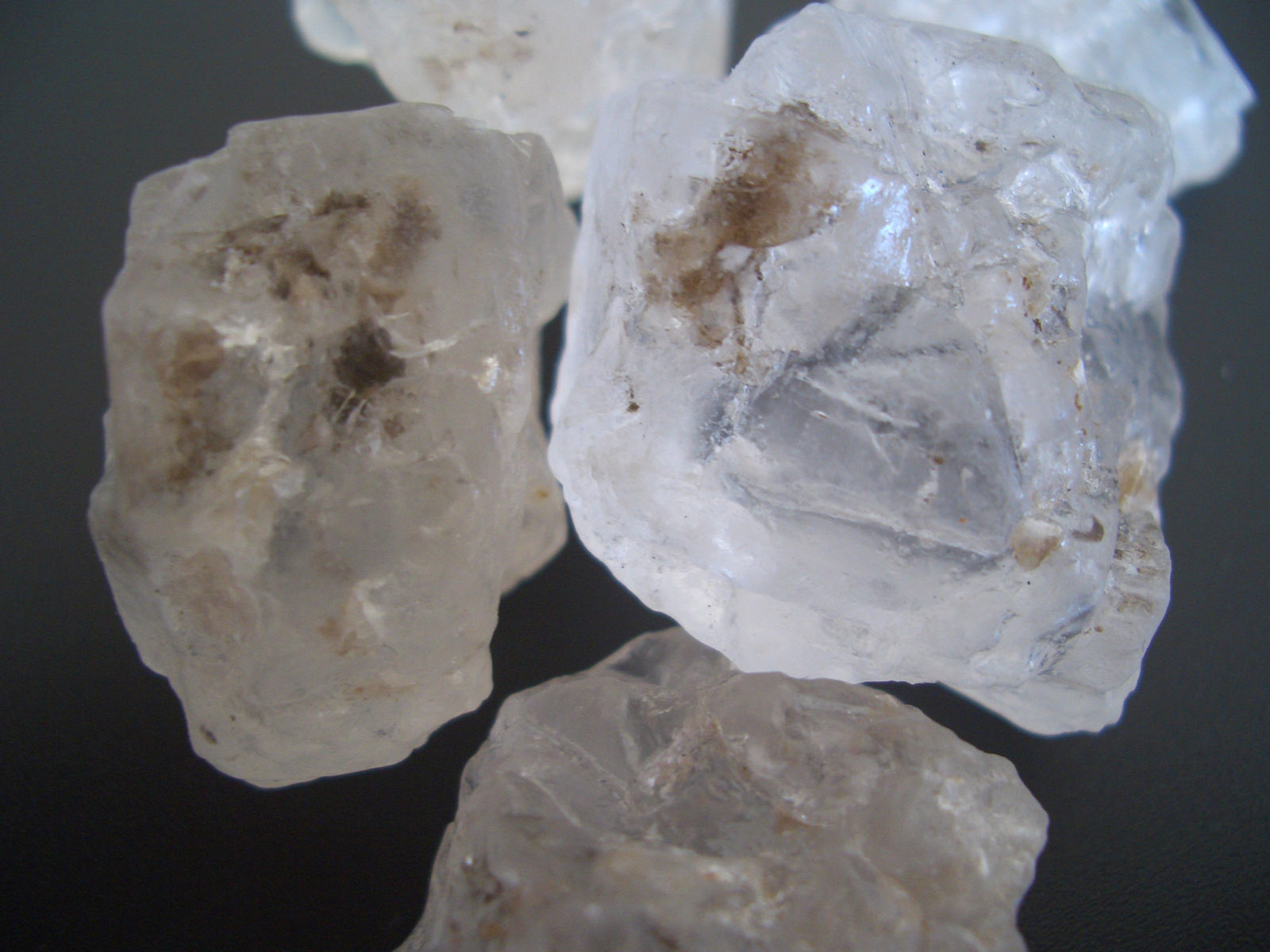
Sal del lago de Jilantai (Mongolia interior, China).

Un impuesto de sal era un tributo recaudado directamente sobre la sal, generalmente de forma proporcional a la cantidad de sal comprada. 
Este impuesto es probablemente uno de los más antiguos que existen, apareciendo las primeras referencias al mismo en el año 2200 a. C. en China, donde se convirtió en fuente de financiación del ejército, y, tal vez, de las primeras partes de la Gran Muralla. Como resultado de este éxito, este impuesto comenzó a filtrarse por las normativas de naciones de todo el mundo, incluyendo países como Francia, España, Inglaterra e India.
Los impuestos sobre la sal, debido al papel ensencial de esta en la dieta humana, han sido en ocasiones controvertidos, provocado protestas tales como la Marcha de la Sal, la Revolución Francesa o la Rebelión de la Sal. 

## Historia
La sal ha sido, históricamente, uno de los bienes más valiosos de los que disponían las civilizaciones antiguas, tanto por sus cualidades conservantes (esenciales cuando aún no existían los frigoríficos o los conservantes sintéticos) como por sus propiedades religiosas (pureza, incorruptibilidad, obtención a raíz de la evaporación del agua marina por los rayos del sol). Así, por ejemplo, en el Antiguo Egipto se colocaba un puñado de sal sobre el cuerpo de los difuntos para ayudar a preservarles en el más allá, y, en la Grecia Clásica, se usaba sal durante los sacrificios sagrados.
La primera referencia escrita a un posible impuesto sobre la sal aparece en el Guanzi, una recopilación de textos de la dinastía Han atribuida al siglo IV a. C. Esta incluye una discusión, quizá apócrifa, entre el filósofo Guan Zhong y el duque Huan del Estado de Qi sobre una propuesta de monopolio de la sal. El diálogo plantea tanto cuestiones prácticas sobre la eficacia de los impuestos como morales sobre la naturaleza del gobierno. Así, Guan Zhong argumenta que los impuestos directos crean resentimiento entre el pueblo, pero ensalza los indirectos, como los de la sal y el hierro:

Si dieras la orden: "Voy a cobrarles a todos ustedes, adultos y niños, una cierta cantidad de dinero por cabeza", sin duda estos protestarían en voz alta y airadamente contra ti. Sin embargo, si controlas firmemente la política de la sal, la gente no podrá esquivarla aunque vayas a obtener un beneficio cien veces mayor."
Guanzi, Cap 72 “On Monopolizing the Salt and Iron Industry”

Posteriormente, durante el Imperio Romano, la sal, que inicialmente estaba libre de impuestos, acabó siendo monopolizada para financiar sus objetivos bélicos. La sal era tan valiosa que en ocasiones se referían a ella como "oro blanco", y, debido a ello, los soldados de la legión eran ocasionalmente pagados en sal en lugar de con moneda (salarium argentum), dando origen a la palabra salario.
Durante la Edad Media, muchos gobiernos incorporaron el comercio de la sal como empresa estatal. Este producto se convirtió, así, es una de las fuentes de ingresos más antiguas de los gobiernos, ayudando a su transformación en estados modernos y financiando guerras en todo el mundo. Por ejemplo, en Provenza, en Francia, se introdujo en 1259 la gabelle, y en Inglaterra, la sal, que había estado libre de impuestos desde la Restauración de Carlos II, pasó a estar grabada en 1668.
Debido precisamente a su importancia, y a su escasez, la imposición de un impuesto al comercio con sal fue extremadamente lucrativa, pero también despreciada y controvertida. Así la subida de los tipos de este tributo han dado lugar a diferentes revueltas:  
- Durante la Revolución Francesa, la subida del precio de la sal, así como la inigual distribución de los tipos del tributo y el amplio contrabando, fueron uno de los motivos expresados por los Delegados de los Estados Generales en sus cuadernos de quejas, lo que llevó a la abolición de la gabelle en 1790.[5]
- En el Raj Británico, la prohibición, en 1882, de recolectar y vender sal a los nativos indios, desencadenó en 1930 en la Marcha de la Sal, una serie de protestas no violentas lideradas por Mahatma Gandhi.[4] Fue gracias a estas protestas que la India consiguió su independencia en 1947.

En Alemania, el impuesto a la sal, que se basaba en el modelo romano, fue abolido el 1 de enero de 1993.